# Buller-Albatros

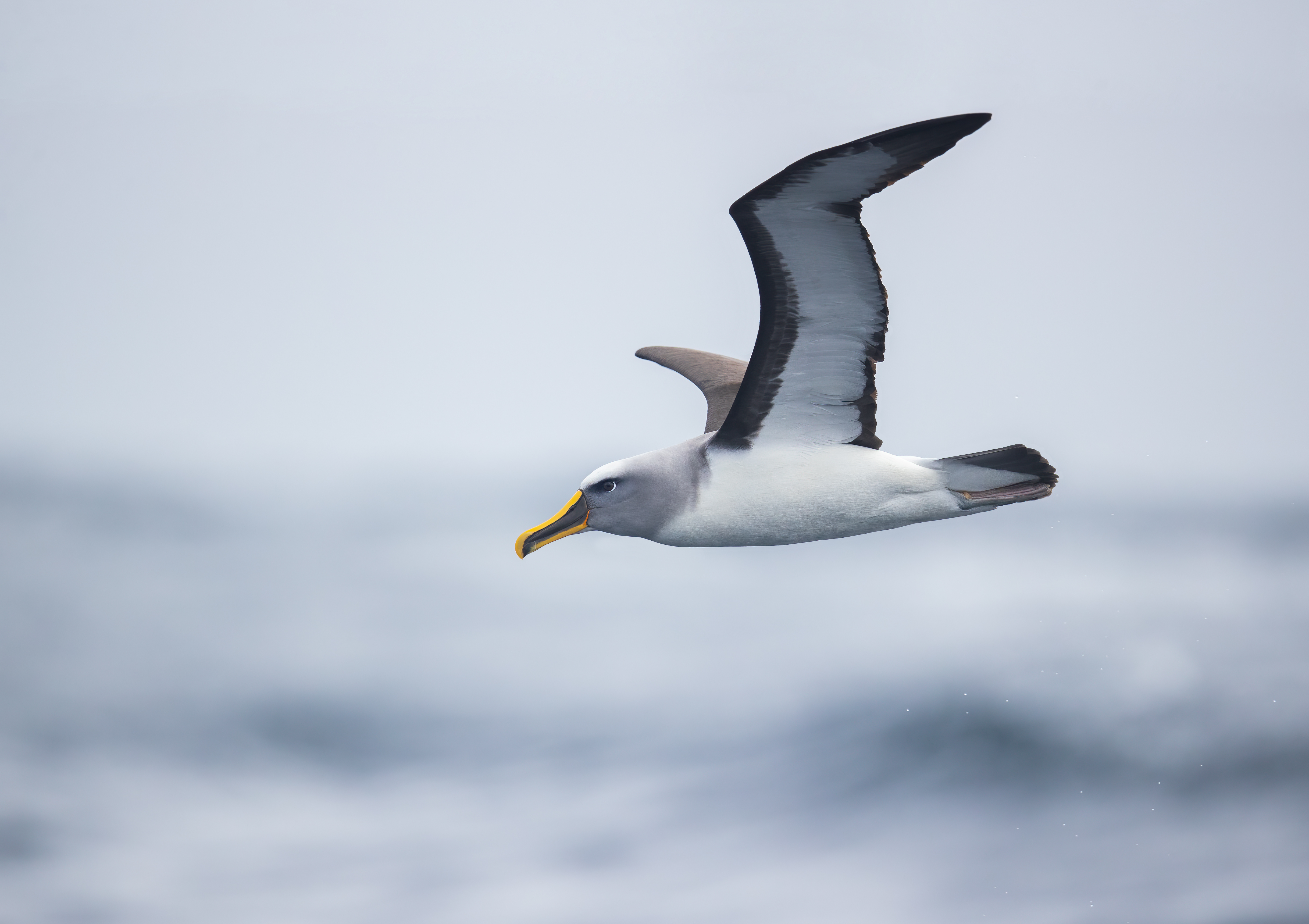
Fliegender Buller-Albatros

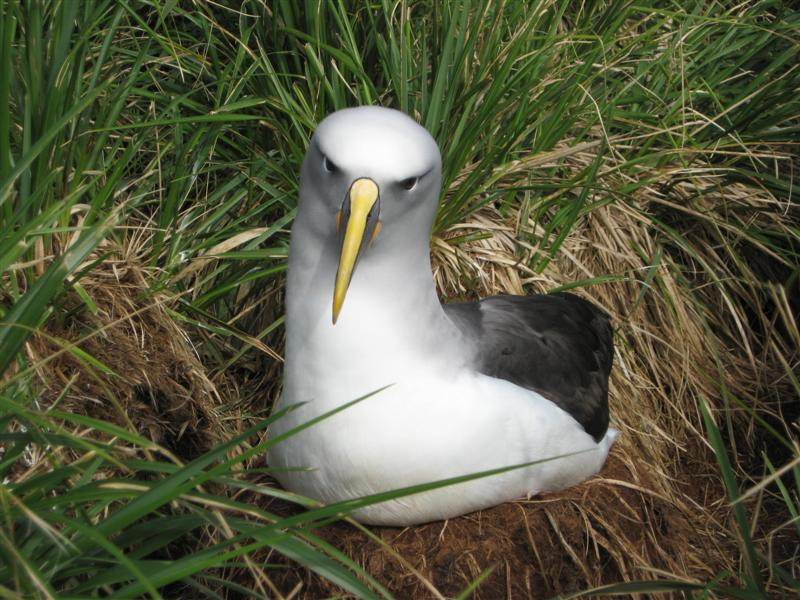
Brütender Buller-Albatros

Der Buller-Albatros (Thalassarche bulleri, Syn.: Diomedea bulleri) ist eine Vogelart aus der Familie der Albatrosse (Diomedeidae). Buller-Albatrosse sind kleine, leicht gebaute, und überwiegend schwarzweiße Albatrosse. Die Art ist nach dem neuseeländischen Ornithologen Walter Lawry Buller (1838–1906) benannt.
Die IUCN stuft den Buller-Albatros im Hinblick auf die Gefährdung der Art auf der Vorwarnliste (near threatened) ein.

## Erscheinungsbild
Der Buller-Albatros erreicht eine Körperlänge von 76 bis 81 Zentimetern, die Flügelspannweite beträgt 200 bis 213 Zentimeter und das Gewicht 2,05 bis 3,35 Kilogramm. Es besteht kein auffälliger Sexualdimorphismus, Weibchen sind allerdings etwas kleiner als die Männchen.
Der Buller-Albatros hat ein weißes Gefieder, die Seiten des Kopfes und der Hals sind hellgrau, der Rücken zwischen den Flügeln, die Flügeloberseiten und die Ränder der Unterseiten sind dunkel. Die Oberseite des Schwanzes ist ebenfalls dunkel, die Unterseite ist weiß. Der Schnabel ist braun mit gelben Längsstreifen auf Ober- und Unterschnabel. Die Füße sind bläulich-weiß. 
Jungvögel sind häufig grauköpfig; einige Individuen haben einen vollständig grauen Kopf und Hals, gewöhnlich aber ist ihr Oberkopf weißlich. Der Schnabel ist bei noch nicht geschlechtsreifen Vögeln graublau. Erst bei dreijährigen Vögeln färbt sich der Schnabel um und nimmt die Schnabelfärbung der adulten Vögel an.
Der Buller-Albatros kann leicht mit dem Graukopfalbatros verwechselt werden.

## Verbreitung und Bestand
Das Verbreitungsgebiet umfasst die Meere rund um Neuseeland; einzelne Exemplare wurden aber auch schon im östlichen Pazifik in der Nähe der Küste Chiles gesichtet. Der Buller-Albatros brütet auf den Chatham- und Snaresinseln sowie auf Solander Island. Der weltweite Bestand wird auf zirka 64.000 geschlechtsreife Individuen geschätzt. Daten von den Snaresinseln weisen auf einen deutlichen Anstieg des Bestandes hin: Dort stieg die Anzahl der Brutpaare von 4.664 im Jahr 1969 auf 8.877 im Jahr 1997. Bestandsbedrohend wirkt sich vor allem die Langleinenfischerei aus. Auf den Solander Islands frisst die Wekaralle gelegentlich Eier des Buller-Albatrosses.

## Nahrung
Der Buller-Albatros frisst überwiegend Kopffüßer sowie Fische und Krill. Die Nahrung wird meistens von der Gewässeroberfläche aufgenommen. Gelegentlich tauchen Buller-Albatrosse flach. Sehr häufig folgen sie Schiffen, um den Abfall zu fressen. 

## Fortpflanzung
Buller-Albatrosse brüten jährlich, die Fortpflanzungszeit beginnt Ende Dezember bis Mitte Januar. Sie bauen ihre Nester zwischen dichter Vegetation an zum Meer ausgerichteten Hügeln und Klippen. Gelegentlich finden sich Nester auch in offenerer Landschaft zwischen Felsen. Das Nest wird aus Erde und Gras errichtet. Grundsätzlich zeigen Buller-Albatrosse eine hohe Brutorttreue.
Das Gelege besteht aus einem Ei. Dieses ist weißschalig mit feinen braun-roten Flecken. Die Brutzeit dauert durchschnittlich 60 Tage. Der Jungvogel ist nach durchschnittlich 167 Tagen flügge. Beide Elternvögel beteiligen sich an der Brut und der Versorgung des Jungvogels.

## Belege

### Einzelbelege
1. ↑   BirdLife Factsheet zum Buller-Albatros, aufgerufen am 27. November 2010
2. ↑   Shirihai, S. 123
3. ↑   BirdLife Factsheet zum Buller-Albatros, aufgerufen am 27. November 2010
4. ↑   Shirihai, S. 124
5. ↑   Shirihai, S. 124